# 安齋悠人
安齋 悠人（あんざい ゆうと、2005年4月25日 - ）は、福島県出身のプロサッカー選手。ポジションはミッドフィールダー（MF）。

## 来歴
尚志高校から2024年に京都サンガF.C.へ加入した。
2024年2月25日の明治安田J1リーグ開幕戦の柏レイソル戦に後半終了間際に途中出場でJリーグ初出場を果たし、後半アディッショナルタイムでJリーグ初ゴールを決めた。高卒新人の開幕戦でのゴールは城彰二（1994年）、高原直泰（1998年）に続く3人目。
2025年5月5日、クラブは「不適切な行為があった」ことを理由に、双方合意の上契約を解除したと発表した。

## 所属クラブ
- 福島ユナイテッドFC U-12
- 福島ユナイテッドFC U-15
- 尚志高校
- 2024 - 2025年5月  京都サンガF.C.

## 個人成績
| 国内大会個人成績 | 国内大会個人成績 | 国内大会個人成績 | 国内大会個人成績 | 国内大会個人成績 | 国内大会個人成績 | 国内大会個人成績 | 国内大会個人成績 | 国内大会個人成績 | 国内大会個人成績 | 国内大会個人成績 | 国内大会個人成績 |
| 年度             | クラブ           | 背番号           | リーグ           | リーグ戦         | リーグ戦         | リーグ杯         | リーグ杯         | オープン杯       | オープン杯       | 期間通算         | 期間通算         |
| 年度             | クラブ           | 背番号           | リーグ           | 出場             | 得点             | 出場             | 得点             | 出場             | 得点             | 出場             | 得点             |
| 日本             | 日本             | 日本             | 日本             | リーグ戦         | リーグ戦         | リーグ杯         | リーグ杯         | 天皇杯           | 天皇杯           | 期間通算         | 期間通算         |
| ---------------- | ---------------- | ---------------- | ---------------- | ---------------- | ---------------- | ---------------- | ---------------- | ---------------- | ---------------- | ---------------- | ---------------- |
| 2024             | 京都             | 17               | J1               | 8                | 1                | 1                | 0                | 2                | 0                | 11               | 1                |
| 通算             | 日本             | 日本             | J1               | 8                | 1                | 1                | 0                | 2                | 0                | 11               | 1                |
| 総通算           | 総通算           | 総通算           | 総通算           | 8                | 1                | 1                | 0                | 2                | 0                | 11               | 1                |

出場歴
- Jリーグ初出場：2024年2月25日 J1第1節柏レイソル戦（三協フロンテア柏スタジアム）
- Jリーグ初得点：同上

## 代表歴
- 2023年：U-17日本高校選抜／U-18日本代表／U-19日本代表[2]